# Лысенко, Фёдор Константинович
Фёдор Константинович Лысенко (19 марта 1913, село Юрченково, Волчанский уезд — 22 февраля 1945, Восточная Пруссия) — подполковник Рабоче-крестьянской Красной Армии, участник Великой Отечественной войны, Герой Советского Союза (1945).

## Биография
Лысенко родился 19 марта 1913 года в селе Юрченково (ныне — Волчанский район Харьковской области Украины). После окончания ветеринарного техникума работал зоотехником в колхозе. В 1935 году Лысенко был призван на службу в Рабоче-крестьянскую Красную Армию. Окончил Тамбовское кавалерийское училище и курсы усовершенствования командного состава. С июня 1941 года — на фронтах Великой Отечественной войны. Во время Курской битвы был ранен.
К октябрю 1944 года подполковник Лысенко командовал 249-м стрелковым полком 16-й стрелковой дивизии 2-й гвардейской армии 1-го Прибалтийского фронта. Отличился во время освобождения Литовской ССР. 5—11 октября 1944 года полк Лысенко принимал активное участие в окончательном освобождении Литвы и в конечном итоге вышел к Государственной границе СССР. 12—15 октября 1944 года полк блокировал вражескую группировку в Клайпеде, перерезав дорогу на Тильзит и не давая окружённым немецким войскам прорваться. В критический момент боя Лысенко лично поднял подразделения своего полка в атаку, отбросив противника.

Четырежды противник при поддержке танков обрушивался на батальоны 249-го полка. Дважды бой заканчивался ожесточенной рукопашной схваткой. Четвёртая атака гитлеровцев была особенно яростной. Фашистские солдаты, обезумевшие от шнапса и вида многочисленных трупов своих сообщников по разбою, прорвались почти к самым окопам подразделений нашего полка. И в этот решающий миг над бруствером поднялся во весь рост подполковник Лысенко. Метнув гранату и стреляя на ходу из автомата, он бросился навстречу врагу. Воины-литовцы вслед за командиром в одно мгновение взметнулись над окопами, обогнали подполковника, прикрыли его и сшиблись с приблизившимися фашистами. Рукопашная схватка длилась около часа… А потом настал момент, когда немцы стали всё заметнее пятиться и вдруг, словно по команде, в панике бросились назад.

Фёдор Константинович Лысенко за геройство, проявленное в этом бою, был удостоен звания Героя Советского Союза.
— Герой Советского Союза Маршал Советского Союза Баграмян И. Х. Так шли мы к победе. – М: Воениздат, 1977. – Стр. 473, 474.
22 февраля 1945 года Лысенко погиб в бою. Похоронен на площади Победы в Шяуляе.
Указом Президиума Верховного Совета СССР от 24 марта 1945 года за «умелое руководство полком, мужество и героизм, проявленные при освобождении Литвы» подполковник Фёдор Лысенко посмертно был удостоен высокого звания Героя Советского Союза. Также был награждён орденом Ленина, двумя орденами Красного Знамени, двумя орденами Отечественной войны 1-й степени, орденом Красной Звезды.

## Награды
- Герой Советского Союза (24.III.1945):
  - медаль «Золотая Звезда»[2]
  - Орден Ленина.
- Орден Красного Знамени (28.X.1944)[3]
- Орден Красного Знамени (21.II.1945)[4]
- Орден Отечественной войны I степени (28.VII.1943)[5]
- Орден Отечественной войны I степени (11.VII.1944)[6]
- Орден Красной Звезды (30.X.1942)[7]

## Память
- В честь Лысенко была названа улица в Шяуляе.
- Установлен бюст и памятная доска в его родном селе Юрченково[1].
- В посёлке городского типа Краснополье на Аллее Героев установлена памятная доска.